# Вараз Взур
Вараз Взур был армянским дворянином, который служил марзбаном Персидской Армении с 579 по 580 год. В 579 году он сменил Тамхосрова в качестве марзбана Армении. Некоторое время спустя группа армян восстала против сасанидского правления. Вараз Взур сражался с повстанцами при Утмусе. Хотя он был первым отбит армянскими повстанцами, ему в итоге удалось выйти победителем. Через год его сменил Пахлав. 